# Barrage de Beni M'Tir
Le barrage de Beni M'Tir ou barrage de Beni Metir (arabe : سد بني مطير) est un barrage tunisien situé sur l'oued Ellil, au sud-ouest d'Aïn Draham. Il porte le nom de Beni M'Tir, village qui le surplombe. 

## Construction
Les travaux de construction ont commencé en 1946 et se sont achevés en 1953.

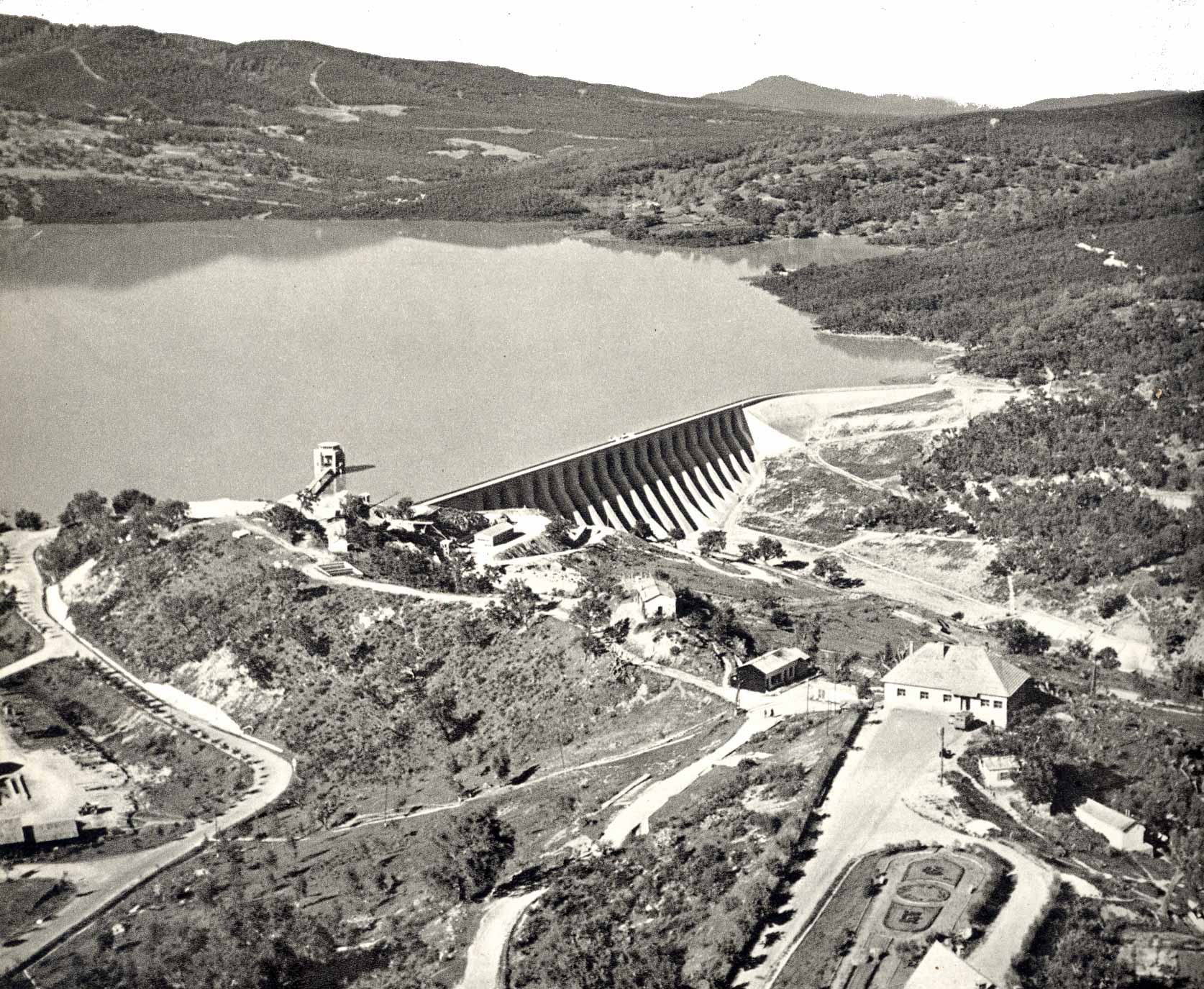
Vue du barrage en 1957.

Les matériaux de construction de cet ouvrage sont acheminés par téléphérique. D'une hauteur de 78 mètres, il est composé de trois parties : une partie centrale qui est un barrage poids évidé à contreforts évidés (vingt au total), une aile droite qui est un barrage poids et une aile gauche constituée d'un barrage à enrochements. Il a été conçu par l'ingénieur suisse Alfred Stucky.

## Caractéristiques
La superficie maximale de son réservoir est de 350 hectares avec une capacité totale de 73 millions de m3 (53 millions de m3 en moyenne). Le débit de l'évacuateur de crues est de 610 m3 par seconde et celui des deux vannes de fond de 380 m3 par seconde.
Au départ, le réservoir de Beni M'Tir approvisionne la région de Tunis en eau potable, réputée la plus douce du pays. Désormais, il approvisionne le gouvernorat de Jendouba, Béja et les régions situées au nord de Tunis. Il sert également à l'irrigation de la basse vallée de la Medjerda et dispose d'une centrale électrique à Fernana (dix kilomètres en aval, 9 MW) qui restitue l'eau à une autre usine située à deux kilomètres.

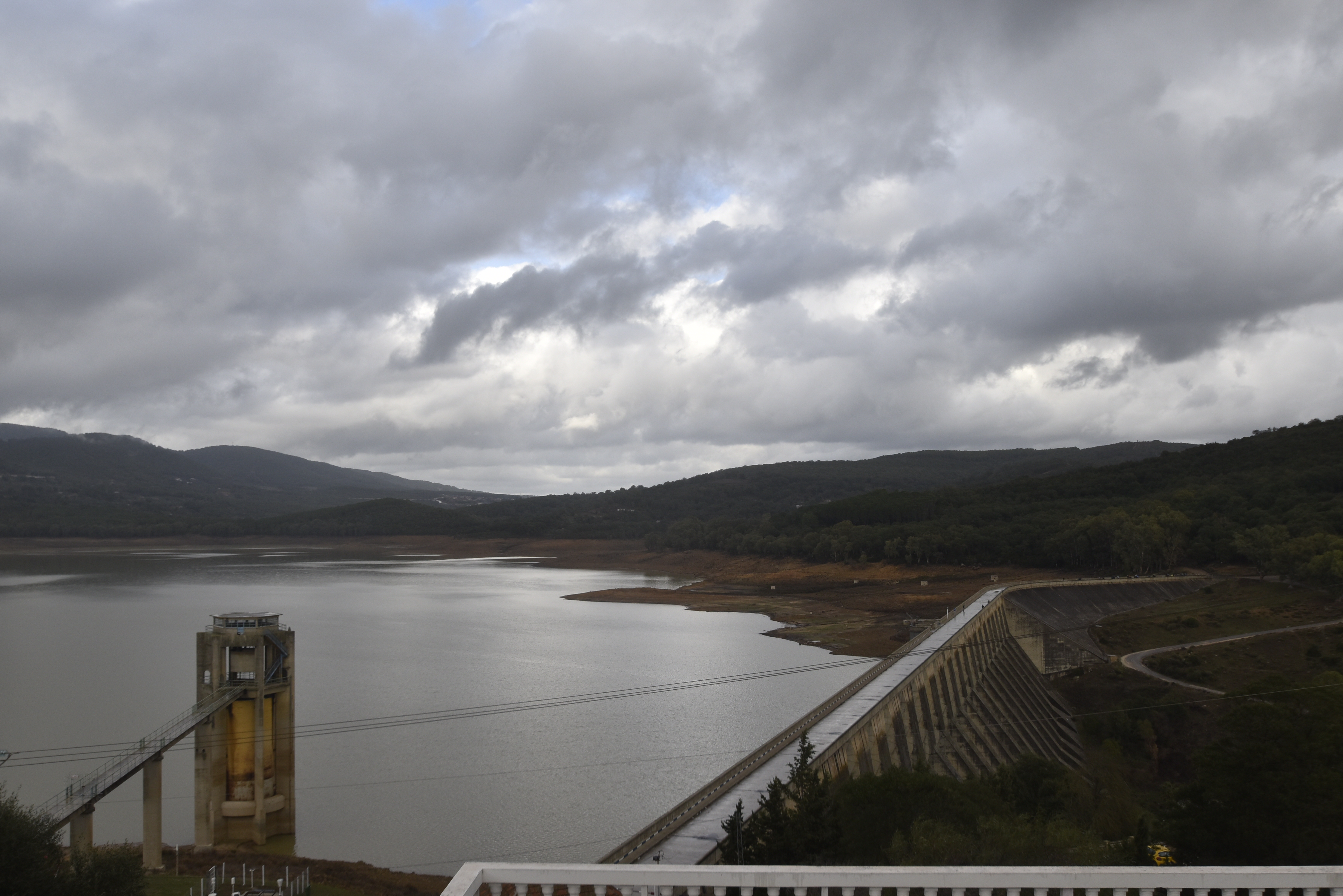
Vue des alentours du barrage.
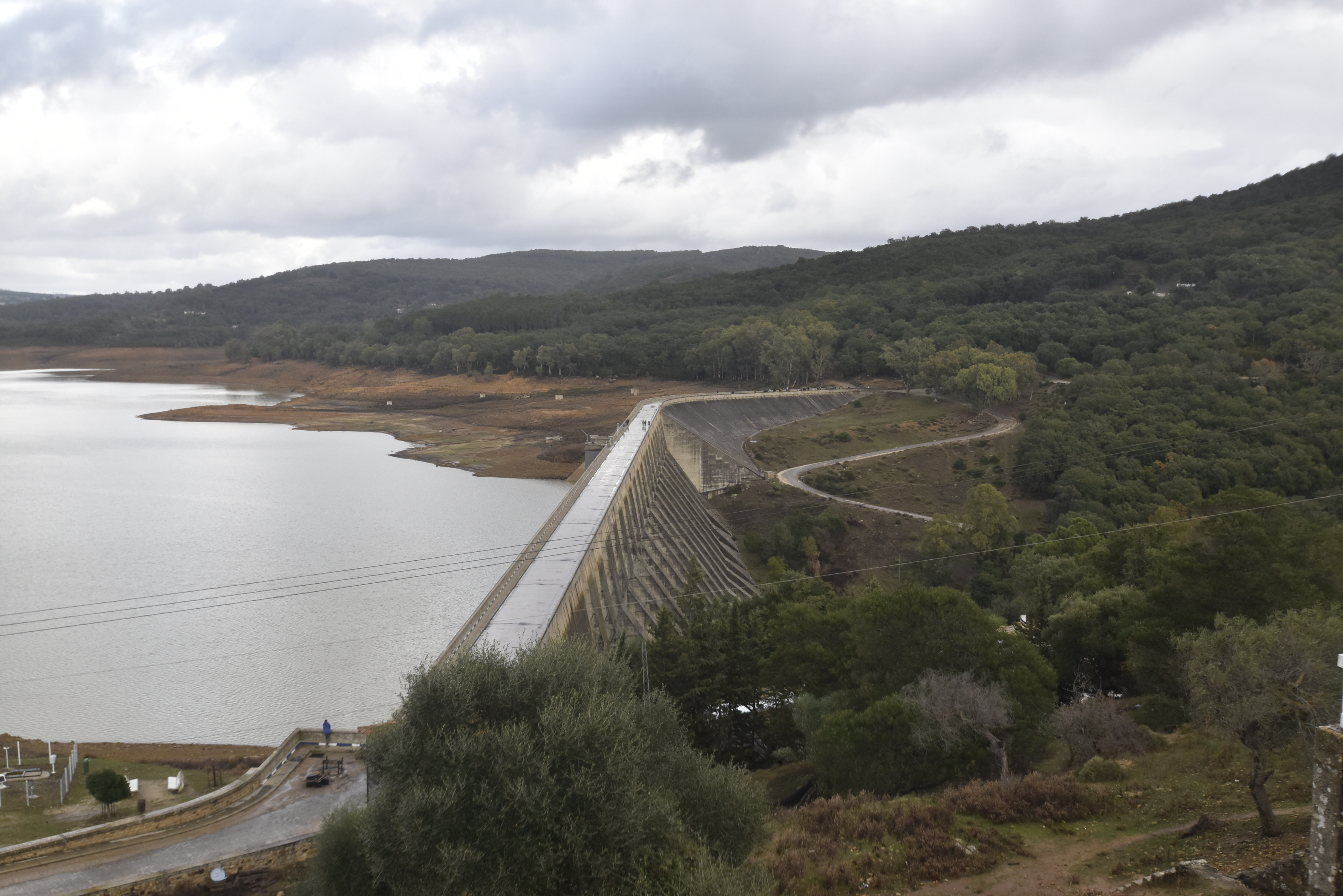
Vue du barrage avec un taux de remplissage inférieur à 30 %.
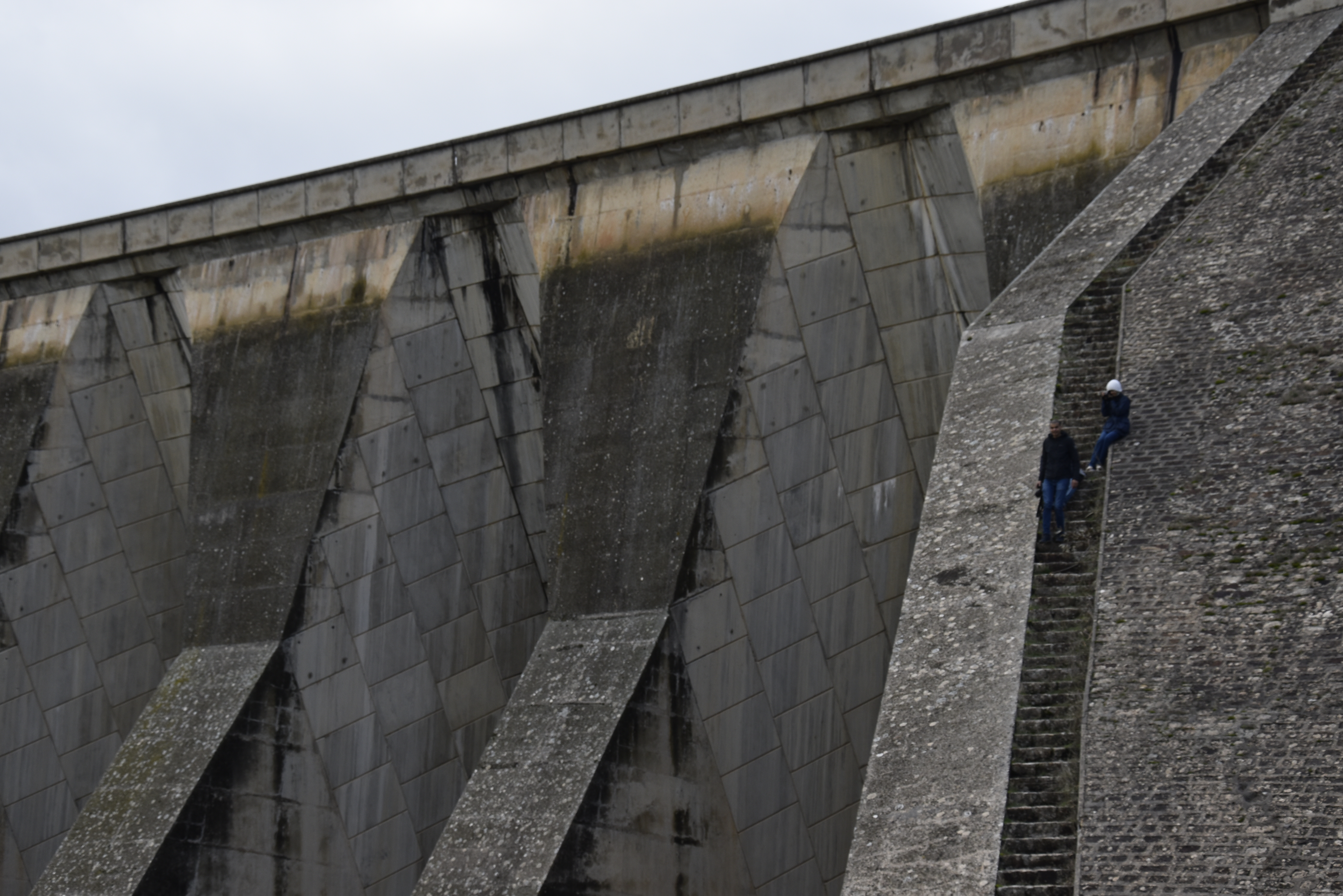
Structure du barrage.